# اژدهای پیت
اژدهای پیت (به انگلیسی: Pete's Dragon) یک فیلم فانتزی ماجراجویی آمریکایی به کارگردانی دیوید لاوری و نویسندگی دیوید لاوری و توبی هالبروکس است که به عنوان نسخهٔ بازسازی شده فیلمی به همین نام در سال ۱۹۷۷ و به کارگردانی دان چفی به‌شمار می‌رود. در این فیلم بازیگرانی همچون برایس دالاس هاوارد، اوکس فگلی، وس بنتلی، کارل اربن، اونا لارنس، ایسایا ویتلک جونیور و رابرت ردفورد ایفای نقش می‌کنند.
فیلم‌برداری اژدهای پیت از ۲۶ ژانویه ۲۰۱۵ در کشور نیوزیلند آغاز شده بود و نخستین نمایش آن در تئاتر ال کاپیتان و در تاریخ ۸ اوت ۲۰۱۶ بود و سپس در ۱۲ اوت ۲۰۱۶ به صورت سه‌بعدی در ایالات متحده منتشر شد. اژدهای پیت با واکنش‌های مثبتی از سوی منتقدان همراه بود، و ۱۴۳ میلیون دلار در سراسر جهان فروش کرد در حالی که ۶۵ میلیون دلار بودجه ساخت آن بوده‌است.